# Гатарі!
«Гатарі!» (англ. Hatari!, з суахілі «Небезпека!») — романтичний пригодницький фільм 1962 року режисера Говарда Гоукса. Джон Вейн зіграв головну роль лідера групи професійних ловців диких тварин в Африці. Фільм був знятий за допомогою технології Техніколор на півночі Танганьїки (на території нинішньої Танзанії). Стрічка рясніє сценами гонитв за дикими тваринами та мальовничими пейзажами Африки.
На 35-й церемонії вручення премії «Оскар» Рассел Гарлан був номінований на найкращу кольорову операторську роботу за роботу над «Гатарі!», але нагороду отримав Фредді Янг за роботу над «Лоуренсом Аравійським».

## Сюжет
На початку 1960-х Шон Мерсер керує командою, що займається виловом диких тварин у Танганьїці, виконуючи замовлення зоопарків та приватних покупців. В його команду входять: молода француженка Бренді де ла Корт, чий батько також займався цим бізнесом, але загинув під час одного з полювань; тимчасово відсторонений німецький гонщик Курт Мюллер; відставний мексиканський тореадор Луїс Франциско Гарсія Лопес; індіанський снайпер на прізвисько «Індіанець»; колишній нью-йоркський таксист середнього віку на прізвисько «Покетс», який має зоофобію.
Під час полювання на агресивного носорога, Індіанець отримав серйозне поранення ноги. В лікарні міста Аруш, куди команда привезла Індіанця, з’являється нахабний молодий француз Чарльз «Чіпс» Морі, який хоче отримати роботу та посісти місце Індіанця. За нахабство Чіпс отримує ляпаса від Курта, але виявляється, що єдиним власником групи крові, яка необхідна для порятунку життя Індіанця, є Чіпс. Він погоджується на переливання крові в обмін на пропозицію роботи від Шона.
Повернувшись на свою базу, команда виявляє, що італійський фотограф зі швейцарського зоопарку, якого запросив Індіанець, це дуже красива молода жінка на прізвисько «Даллас». Команда дозволяє їй залишитись. Даллас подобається всім окрім Шона, який прохолодно до неї ставиться.
Через деякий час, Чіпс прибуває на базу команди, і в імпровізованому змаганні зі стрільби виявляється, що він стріляє не гірше ніж Курт, а можливо й краще. Між Куртом та Чіпсом починається конкуренція. Згодом між Даллас та Шоном виникають почуття один до одного, попри опір Шона зв’язуватися з жінкою після того, як його одного разу кинула наречена. До Бренді намагаються залицятись Курт, Чіпс та навіть Покетс. Індіанець виходить з лікарні та знову приєднується до команди. Він переконує Шона більше не переслідувати носорогів, принаймні до тих пір, поки вони не виконають всі інші замовлення.
Під час однієї з вилазок команда виявляє слониху, вбиту мисливцем. Попри протести Шона, Даллас «усиновлює» слоненя-сироту. Шон починає помічати, що Даллас добре ставиться до тварин. Тієї ночі вони вперше цілуються. Незабаром Даллас усиновлює ще одного слоненя-сироту. Місцеве плем’я вааруша, вражене тим, як немовлята йдуть за Даллас, та через це влаштовують церемонію прийняття її у своє плем’я під ім'ям «Мама Тембо» («Мама слонів»). З'являється третє слоненя-сирота, яке також приєднується до «сім'ї» Даллас.
Команда без інцидентів ловить зебру, орикса, газель, леопарда таа буйвола, але пастушья машина перевертається під час полювання на антилоп гну. Плече Курта вивихнуто, а нога Чіпса сильно поранена. Того ж дня Покетс падає з паркану на траву, та Бренді приходить, щоб втішити його. Курт та Чіпс розуміють, що Бренді обрала Покетса.
Покетс винаходить спосіб зловити 500 мавп за один раз, використовуючи ракету, щоб накрити ціле дерево рибальською сіткою. До подиву усіх, це спрацьовує. Залишилось лише спіймати носорога. Команда знаходить одного, та після жахливої боротьби, носорога вдається спіймати.
Сезон завершується, і Даллас вирішує втекти, перш ніж Шон зможе її умовити її залишитись з ним. Прочитавши її прощальну записку, Шон організовує пошукову місію в масштабі всього району та по місту Аруша, використовуючи слоненят Даллас. Врешті Шон та Даллас примиряються, та цього ж дня одружуються.
Перш ніж вони проводять першу ніч разом, слоненята Даллас влазять в їх кімнату та ламають ліжко.

## У ролях
- Джон Вейн — Шон Мерсер
- Гарді Крюгер — Курт Мюллер
- Ельза Мартінеллі — Анна Марія «Даллас» Д'Алессандро
- Ред Баттонс — Покетс
- Жерар Блен — Чарльз «Чіпс» Морі
- Брюс Кебот — Індіанець
- Мішель Жирардон — Бренді де ла Корт
- Валентін де Варгас — Луїс Франциско Гарсія Лопес
- Едуард Франц — доктор Сандерсон

## Виробництво
Як і в багатьох інших стрічках Говарда Гоукса, сюжет «Гатарі!» базується навколо стосунків між персонажами. На початку виробництва Гоукс, що це має бути фільм про людей, які ловлять тварин в Африці для зоопарків. Він хотів показати на великому екрані захопливі сцени цієї небезпечної професії, яка до цього майже не була репрезентована у великому кіно. Більша частина сценарію була написана Лі Брекетт.
Гоукс розширив свої знання про вилов тварин, вивчаючи роботи відомого південноафриканського захисника тварин доктора Яна Плеєра. Іншим джерелом натхнення для Гоукса була відомий фотограф тварин Ілла, тому він попросив Брекетт додати персонаж Даллас до сценарію.
Гоукс казав в інтерв'ю, що спочатку планував покликати на головну роль Кларка Гейбла, який щойно зіграв грубого ловця диких коней у фільмі «Неприкаяні». Але смерть Гейбла врешті призвела до того, що роль Шона Мерсера зіграв Вейн.
За словами Гоукса, всі сцени захоплення тварин у фільмі були виконані самими акторами, а не каскадерами (хоча для деяких сцен із Даллас була використана дублерка). Під час знімання вдалого полювання на носорога, той насправді втік, і акторам дійсно довелося ловити його знову. Ці сцени увійшли в фінальну версію фільму. 
Оскільки тварини часто відмовлялися шуміти «за командою» (зокрема, слоненя відмовлялися сурмити у місті), було найнято місцевих експертів у Аруші для створення «голосів тварин» для фільму.
Мішель Жирардон не розмовляла англійською, і згідно зі статтею у журналі LIFE за липень 1961 року, вона сама вчила англійську під час знімання.
Джон Вейн носив пояс з його головної ролі в знаменитій «Червоній річці» Гоукса.
Пам'ятна мелодія Генрі Манчіні «Baby Elephant Walk» була написана спеціально для фільму.
Ще одним незабутнім музичним моментом фільму є композиція «Old Folks at Home» Стівена Фостера, яку виконують Даллас на фортепіано та Покетс на губній гармоніці.

## Бокс-офіс
«Гатарі!» зібрав в кінопрокаті США 12 923 077 доларів США, з яких 7 мільйонів доларів надійшли від прокату театрів у США. «Гатарі!» став 7-м найкасовішим фільмом 1962 року.
Жан-Люк Годар вважає «Гатарі!» одним з найкращих фільмів 1962 року.